# 納托馬 (堪薩斯州)
納托馬（英語：Natoma）是一個位於美國堪薩斯州奧斯伯恩縣的城市。

## 地方資料
根據2020年美國人口普查的數據，納托馬的面積為1.09平方千米，當中陸地面積為1.09平方千米，而水域面積為0.00平方千米。當地共有人口302人，而人口密度為每平方千米277.06人。